# Övre Kulltjärnen
Övre Kulltjärnen är en sjö i Ånge kommun i Medelpad och ingår i Ljungans huvudavrinningsområde.